# Estación de Zug Chollermüli
La estación de Zug Chollermüli es una estación ferroviaria de la comuna suiza de Zug, en el Cantón de Zug.

## Historia y situación
La estación de Zug Chollermüli fue inaugurada en el año 2004 con la puesta en servicio de la red de trenes de cercanías Stadtbahn Zug.
Se encuentra ubicada en el barrio de Chollermüli, situado en el borde oeste de la comuna de Zug. Cuenta con dos andenes laterales a los que acceden dos vías pasantes. En el oeste de la estación se encuentra la bifurcación de las líneas hacia Zúrich (vía Affoltern am Albis) y hacia Lucerna
En términos ferroviarios, la estación se sitúa en la línea Zúrich - Zug - Lucerna. Sus dependencias ferroviarias colaterales son la estación de Zug Schutzengel hacia Zug, la estación de Steinhausen Rigiblick hacia Zúrich y la estación de Cham Alpenblick en dirección Lucerna.

## Servicios ferroviarios
Los servicios ferroviarios de esta estación están prestados por SBB-CFF-FFS.

### S-Bahn Lucerna/Stadtbahn Zug
Por la estación pasa una línea de las redes de trenes de cercanías S-Bahn Lucerna y Stadtbahn Zug que conforman una gran red de trenes de cercanías en el centro de Suiza.
- S 1 Baar - Zug - Cham - Rotkreuz - Lucerna.

1. En días laborables frecuencias de 15 minutos en el tramo Baar - Zug - Rotkreuz y de 30 minutos hasta Lucerna. En festivos trenes cada 30 minutos entre Baar y Rotkreuz y de 60 minutos hasta Lucerna.